# Unterbreizbach

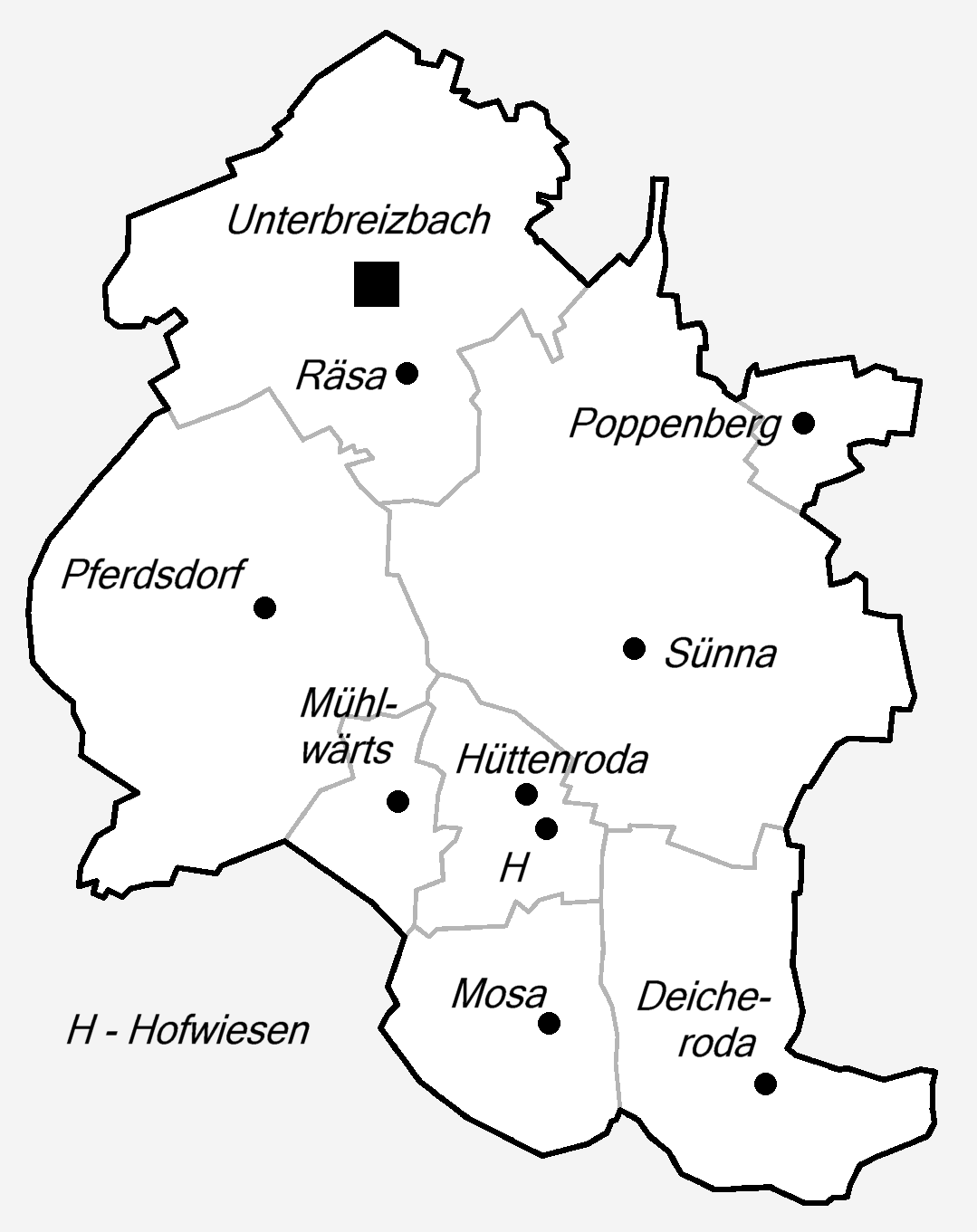
Gemeindegliederung

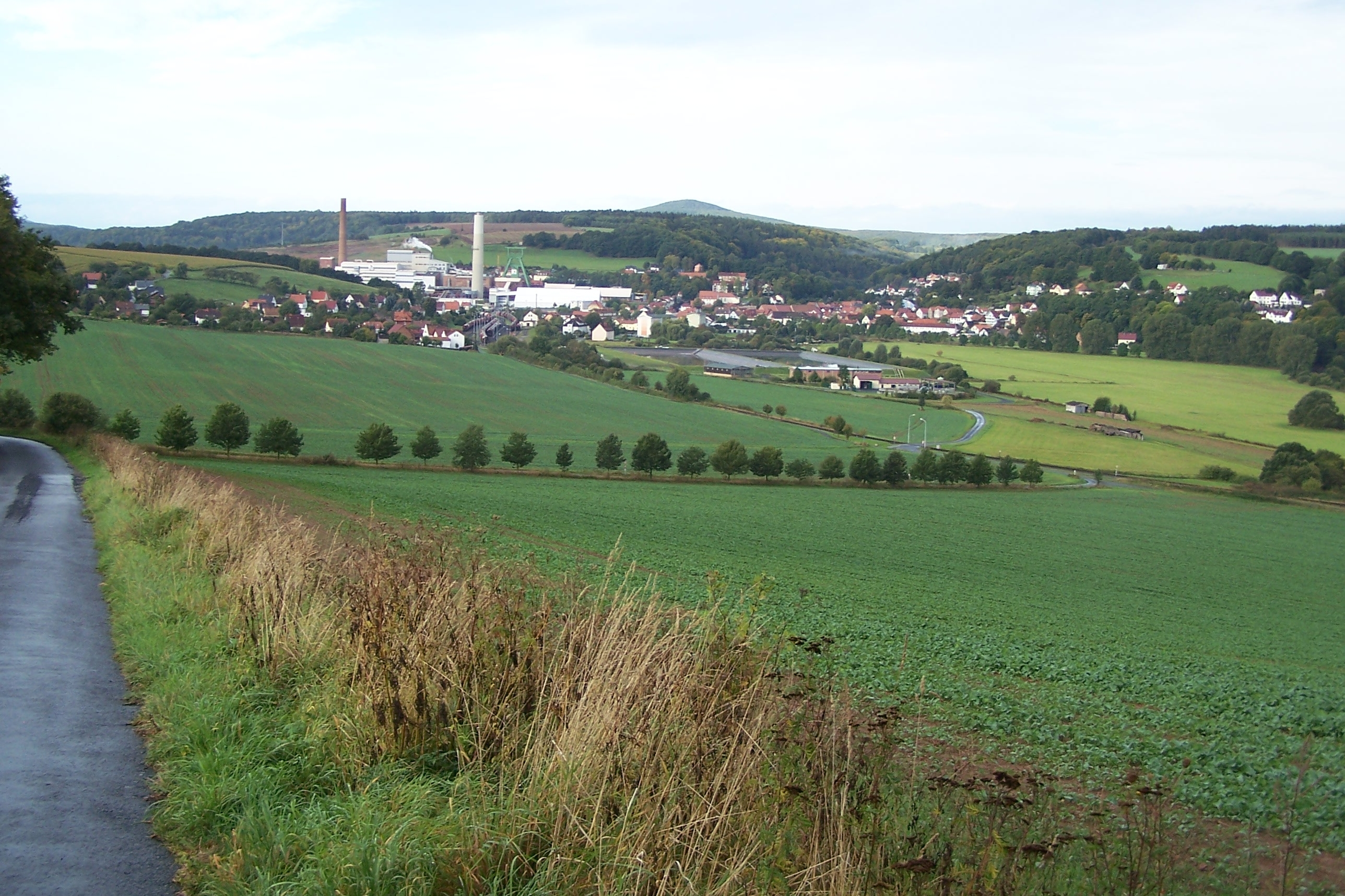
Ortsansicht von Norden (2012)

Unterbreizbach ist eine Gemeinde im Wartburgkreis in Thüringen.

## Geografie
Unterbreizbach liegt im unteren Ulstertal. In der Gemeinde mündet als linker Zufluss der namensgebende Breizbach, von den Einwohnern umgangssprachlich als „die Bach“ bezeichnet. Markante Erhebungen sind der Lohberg (322,6 m ü. HN) im Osten und der Ulsterberg (487,2 m ü. HN) im Süden sowie die riesige Kalihalde zwischen Hattdorf und Unterbreizbach.
Die südlichen Ortsteile befinden sich im Einzugsgebiet der Oechse mit dem linken Zufluss Sünna. Der Dietrichsberg (668,9 m ü. HN) und der Sattelsberg (464,1 m ü. HN) begrenzen dieses Seitental.
|                    | Philippsthal (Werra) (Hessen)               |       |
| Hohenroda (Hessen) | Kompassrose, die auf Nachbargemeinden zeigt | Vacha |
|                    | Buttlar                                     |       |

### Gemeindegliederung

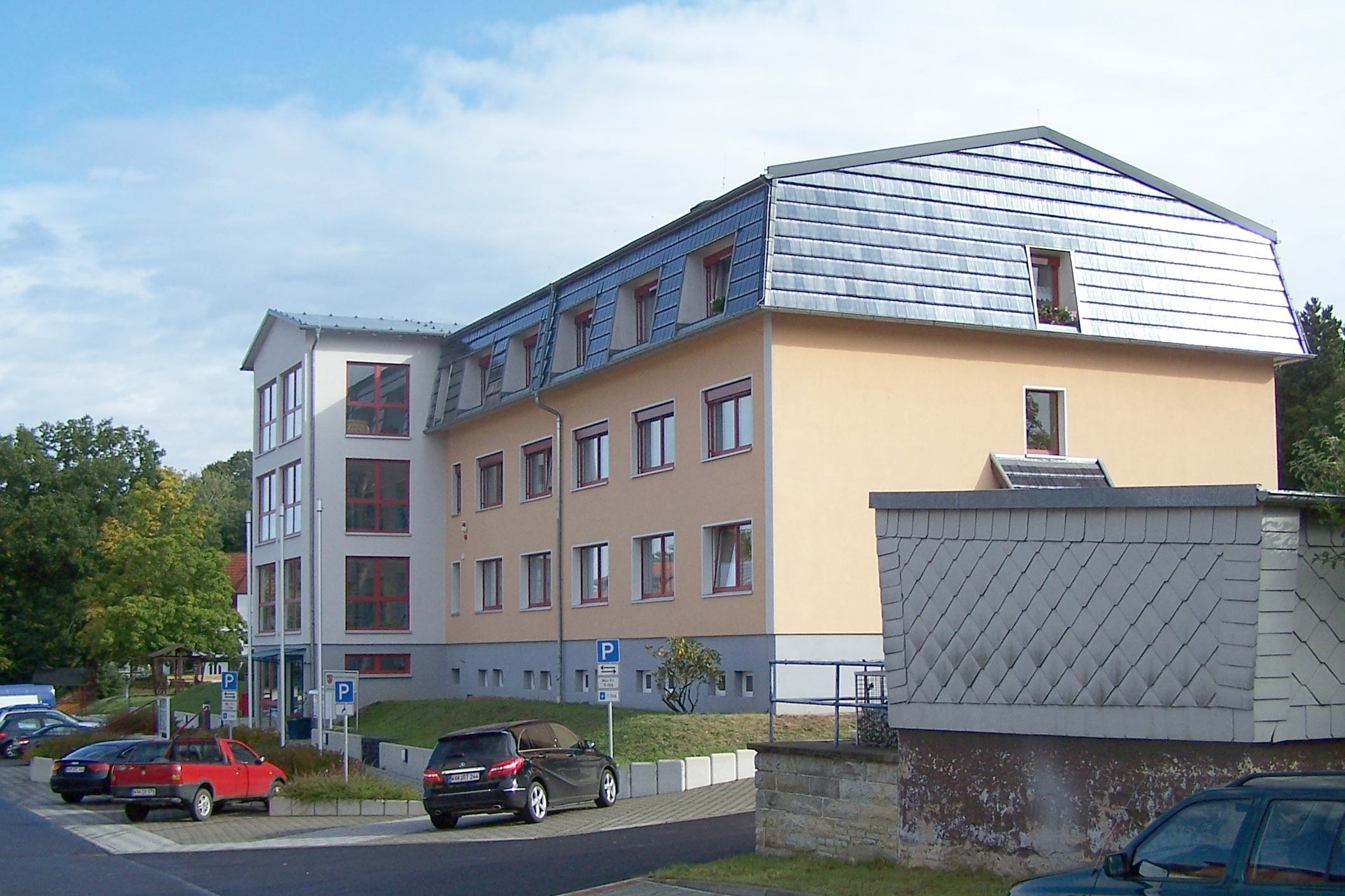
Gemeindeverwaltung im OT Räsa

Die Gemeinde hat folgende Ortsteile (Einwohnerzahlen am 30. Juni 2009):
- Unterbreizbach mit Räsa
- Pferdsdorf (eingemeindet am 1. August 1996)[4]
- Sünna mit den Hofgemeinden
  - Deicheroda (57 Einwohner; Eingemeindung nach Sünna am 1. April 1974[5]),
  - Mosa (67 Einwohner),
  - Mühlwärts (48 Einwohner),
  - Hüttenroda (51 Einwohner; mit Hofwiesen) (eingemeindet am 1. August 1996[6]),
- das ehemalige Einzelgehöft Poppenberg

### Naturdenkmale
Die in der Bevölkerung als dicke Eiche bekannte Traubeneiche am Kornberg wurde 1956 als Naturdenkmal ausgewiesen. Die Sophienlinde vor der Kirche, eine über 150 Jahre alte Winterlinde, wurde 1994 unter Schutz gestellt.

## Geschichte
Erstmals wurde die Gemeinde am 17. Juli 1348 als Gut zu Nedernbreytspach  urkundlich erwähnt. Berthold von Buttlar das Gut an Kraft von Rasdorf. Das Gut wurde von Dietrich an dem Berge (Kornberg?) bebaut. Das Dorf im Weichbild der Stadt Vacha (im hessischen Amt Vacha) war bis zum beginnenden 20. Jahrhundert landwirtschaftlich geprägt. Die im Ort ansässigen Ortsadeligen und ihre Nachfolger aus den Umlandgemeinden Rasdorf, Mansbach, Völkershausen und Buttlar haben im Ort keine baulichen Spuren hinterlassen. Die Kirche in Unterbreizbach ist eine evangelische Filialkirche der Vachaer Stadtkirche und wurde 1773 nach umfassenden Sanierungsarbeiten neu geweiht. Im historischen Ortskern um die Kirche dominieren regionaltypische Fachwerkhäuser das Ortsbild.

### 19. Jahrhundert
1816 kam der Ort von Kurhessen zum Großherzogtum Sachsen-Weimar-Eisenach.
1879 wurden, basierend auf der Volkszählung von 1875, statistische Angaben zum Ort Unterbreizbach publiziert, der Ort hatte demnach am Stichtag 83 Wohnhäuser und 484 Einwohnern. Die Größe der Flur betrug 580,3 ha – davon Höfe und Gärten 9,2 ha, Wiesen 91,5 ha, Ackerfläche 287,2 ha. Wald 156,2 ha, Teiche, Bäche und Flüsse 5,7 ha. Auf Wege, Triften, Ödland und Obstbauplantagen entfielen 30,4 ha. Der Viehbestand betrug 18 Pferde, 265 Rinder, 360 Schafe, 126 Schweine und 33 Ziegen sowie 56 Bienenvölker zu erwähnen.

### 20. Jahrhundert
1906 erhielt Unterbreizbach Anschluss an den Schienenverkehr und einen Bahnhof an der neu eröffneten Ulstertalbahn, die Vacha mit Geisa und später mit Tann (Rhön) verband.
Am 2. April 1945 wurde das Dorf kampflos an die heranrückenden US-amerikanischen Truppen übergeben. Als diese dennoch von einer versprengten SS-Einheit angegriffen wurden, wurde der Ort doch noch unter Beschuss genommen und 45 Gebäude des Ortskerns einschließlich des Bahnhofsgebäudes zerstört.
In der DDR führte die Lage in unmittelbarer Grenznähe dazu, dass sich Unterbreizbach in der 5-km-Sperrzone befand. Einwohner hatten im Personalausweis einen entsprechenden Vermerk, für Besucher musste ein Passierschein beantragt werden, welcher sie zum Aufenthalt im Sperrgebiet berechtigte.

## Wirtschaft und Infrastruktur

### Bergbau
Die Wirtschaft in der Gemeinde wird durch die Kaliindustrie geprägt. Im Kernort Unterbreizbach ist die chemische Fabrik der K+S AG angesiedelt. Hier wird das Rohsalz aus dem Grubenbetrieb zu Düngemitteln verarbeitet. Zwischen Sünna und Buttlar an der B84 befindet sich bei Mühlwärts der zum Werk Unterbreizbach gehörende Schacht II, welcher vorwiegend für die Seilfahrt der Kali-Kumpel genutzt wird. Die Standorte Hattorf, Wintershall, Unterbreizbach und das Besucherbergwerk Merkers bilden zusammen seit 1997 das Verbundwerk Werra im Werra-Kalirevier. Ihre untertägige geografische Ausdehnung ist von der Flächengröße her mit dem Stadtgebiet von München vergleichbar.
Am 1. Oktober 2013 kam es bei einer Gewinnungssprengung in 900 Metern Tiefe durch die Nanoexplosion eines Staub/Salz/CO₂-Gemisches zu einem Kohlensäureausbruch, wobei drei Bergleute starben.
In Unterbreizbach stand ein 200 Meter hoher Kamin, der zum Kraftwerk und der Kieseritanlage des örtlichen K+S-Werkes gehörte. Nachdem die Anlage auf Erdgasfeuerung umgestellt wurde, ist er 2001/2002 mit Hilfe eines Spezialbaggers auf 94 Meter Höhe verkürzt worden, um die Gefahr von Kondenswasserbildung, die zu Korrosionsschäden führen kann, in der Kaminröhre zu minimieren.

### Gewerbegebiete
- Das Gewerbegebiet Im Wolfsgraben befindet sich nördlich von Unterbreizbach an der Landesgrenze zu Hessen. Es verfügt über eine Gesamtfläche von 7,8 ha (Stand 2009), weitere 35 ha sind als Erweiterungsfläche reserviert.[14]
- Das Gewerbegebiet An der B84 befindet sich am nördlichen Ortsrand von Sünna. Es verfügt über eine Gesamtfläche von 5,7 ha (Stand 1998).[15]

### Wasser und Abwasser
Die Wasserver- und Abwasserentsorgung wird durch den Wasser- und Abwasserverband Bad Salzungen sichergestellt. Der Ort Unterbreizbach verfügt über eine zentrale Kläranlage, an welche auch die Ortsteile Räsa und Pferdsdorf angeschlossen sind. Der Ortsteil Sünna ist an die Kläranlage in Vacha angeschlossen. Auf Grund der geringen Einwohnerzahlen in den Ortsteilen Deicheroda, Mosa, Hüttenroda, Mühlwärts und Poppenberg kann für diese Siedlungen dauerhaft kein Anschluss an die zentrale Abwasserbehandlung erfolgen.

### Verkehr

#### Busverkehr
- Wartburgmobil-Buslinien verbinden Unterbreizbach und seine Ortsteile mit den umliegenden Gemeinden.
  - Linie 110 verläuft von Vacha über Unterbreizbach und Geisa nach Motzlar. Unterbreizbach selbst wird nur an Wochentagen angefahren. An den Wochenenden verkehrt die Linie 110 nur entlang der B84 mit Halten in Sünna, Hüttenroda und Schacht II.
  - Linie 115 dient an Schultagen zur Anbindung der Hofgemeinden Deicheroda, Mosa, Hüttenroda und Mühlwärts an die Grundschule in Sünna.

#### Schienenverkehr
- Unterbreizbach besitzt einen Bahnhof, der einst an der Ulstertalbahn lag.
  - Der Bahnhof gehört heute vollständig K+S.
  - Das ehemalige Empfangsgebäude steht heute weitgehend leer.
  - Das gesamte Bahnhofsareal wurde Ende des Jahres 2021 nahezu vollständig eingezäunt.
- Die bestehenden Gleisanschlüsse werden ausschließlich im Güterverkehr genutzt.
- Über die von K+S betriebene Grubenanschlussbahn nach Heimboldshausen besteht eine Verbindung an die Werratalbahn.
- Im Mai 2021 wurde die einstige Grenzumgehungsstrecke nach Vacha als Anschlussbahn wieder in Betrieb genommen. Dieser 1952 in nur 90 Tagen erbaute Streckenabschnitt ist Teil der Bahnstrecke Bad Salzungen–Unterbreizbach.
  - Der Ortsteil Sünna verfügte hier über einen Haltepunkt, welcher zwischen 1954 und 1956 im Personenverkehr bedient wurde.

#### Straßenverkehr
- Die Bundesstraße 84 verläuft durch Sünna.
- Über die thüringische Landesstraße 2604 und die Kreisstraße 8 im osthessischen Landkreis Hersfeld-Rotenburg besteht Anschluss an die Bundesstraße 62 und von dort weiter an die Bundesautobahn 4.
- Die Kreisstraße K6A stellt durch den Glaamer Grund eine Verbindung ins hessische Hohenroda her.

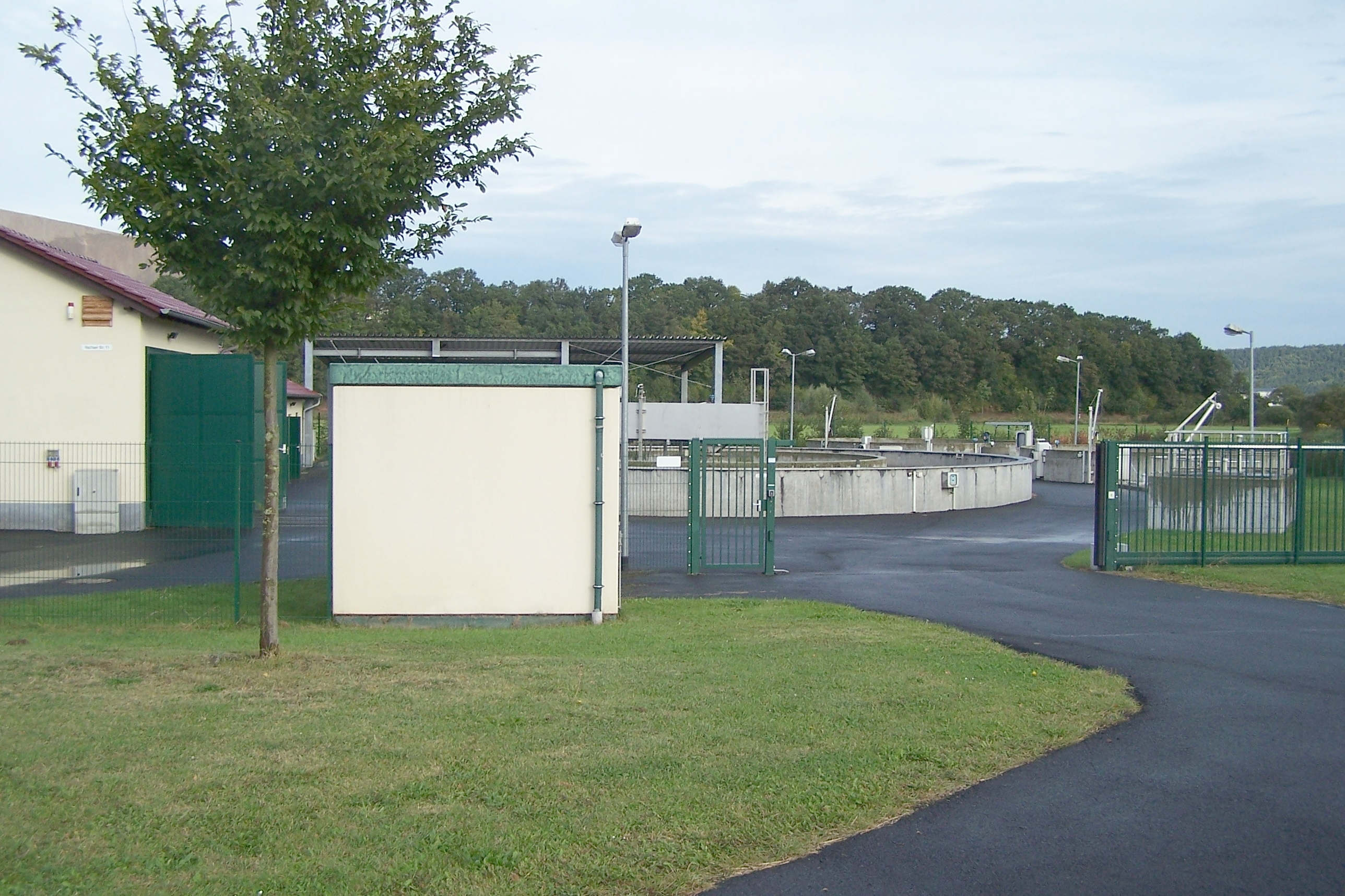
Kläranlage Unterbreizbach
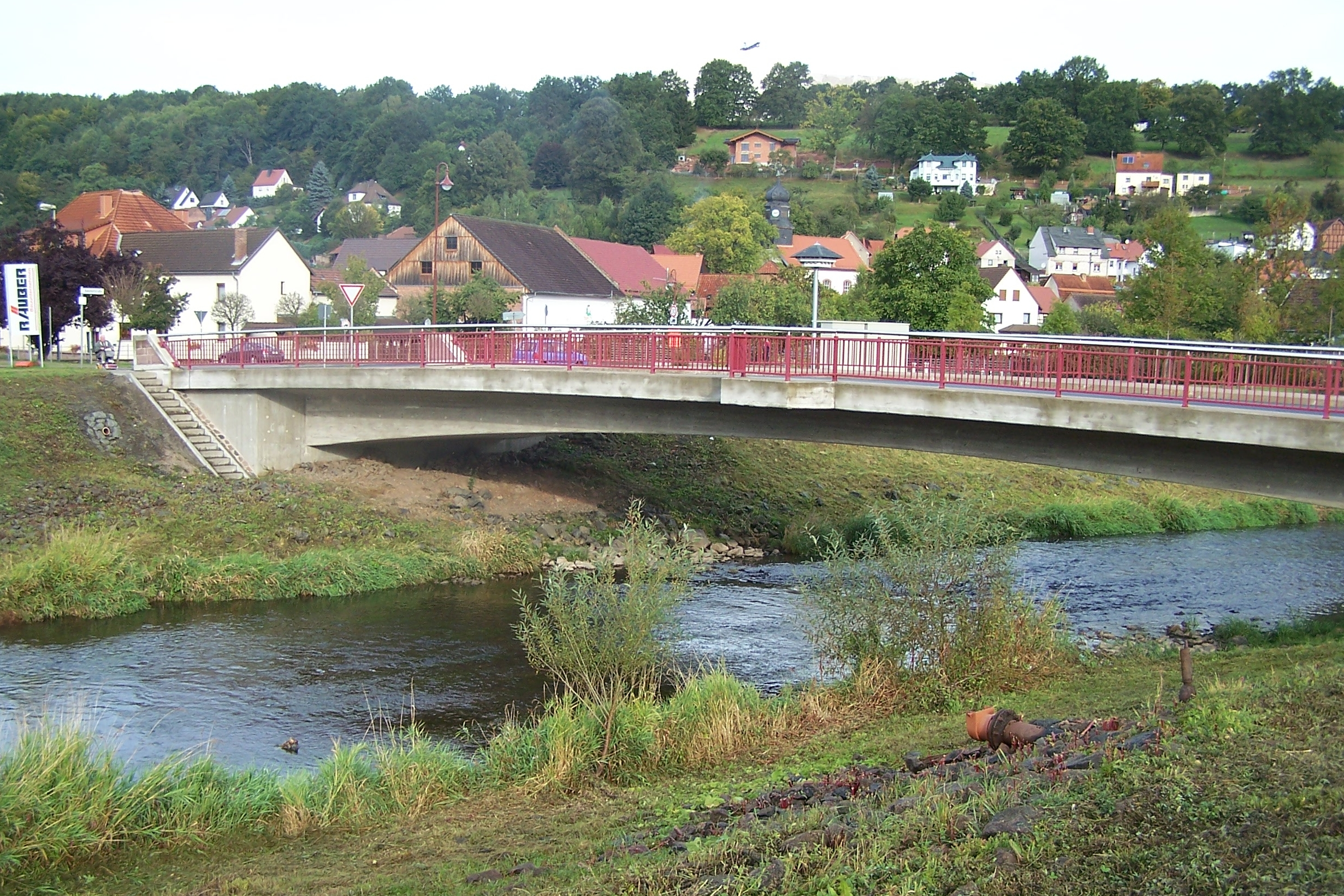
Ulsterbrücke
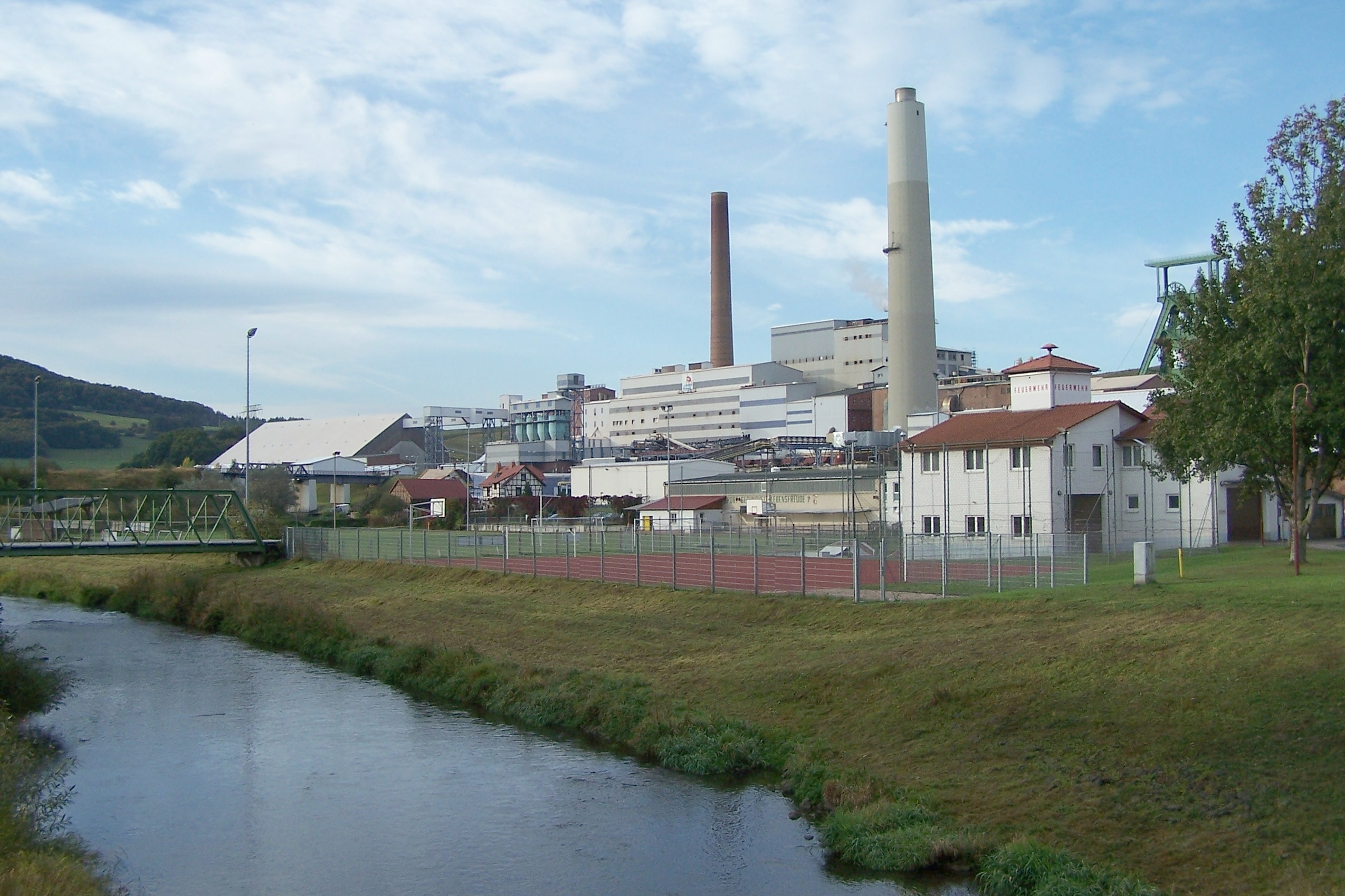
Kaliwerk Unterbreizbach
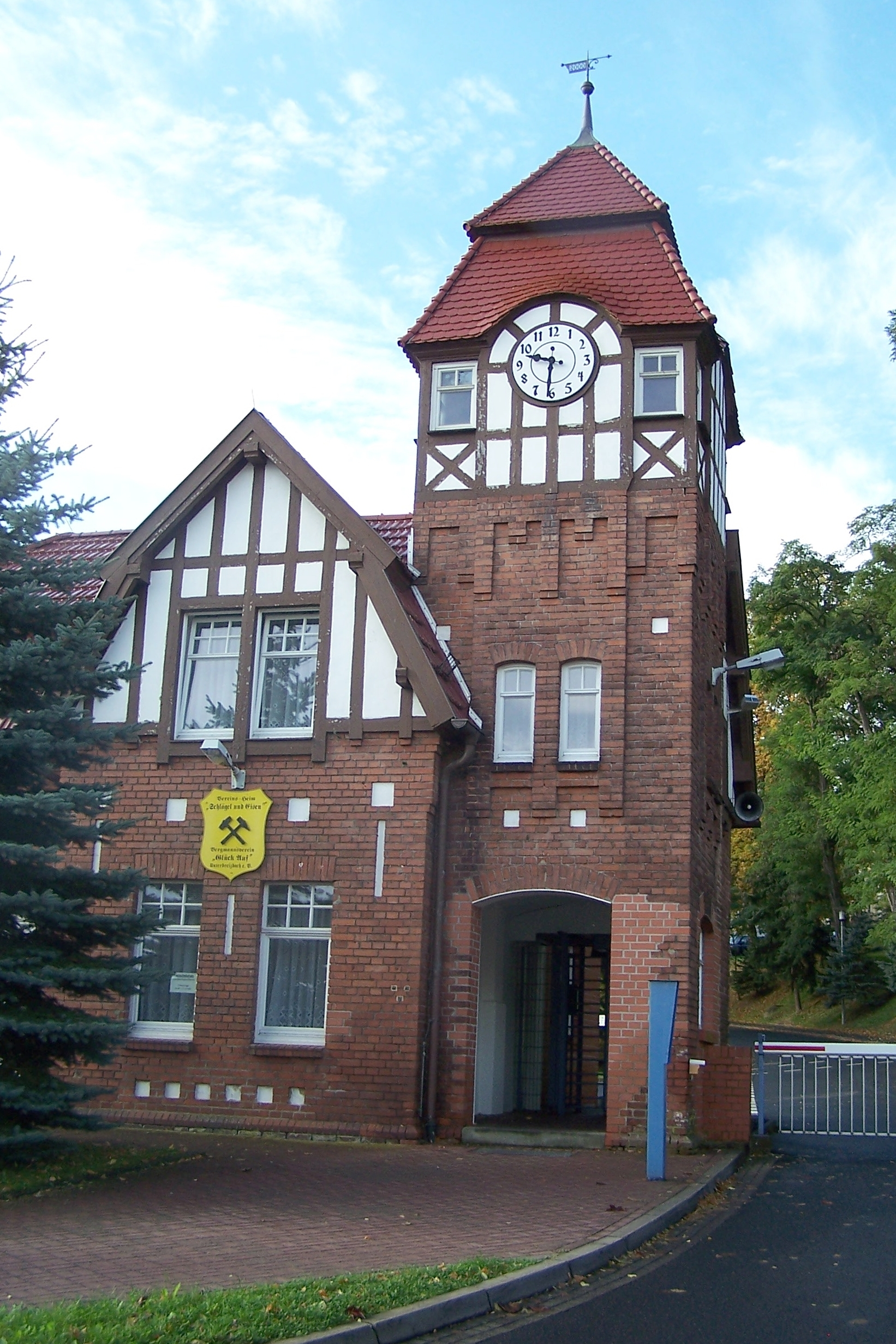
Vereinsheim (ehem. Pförtnergebäude des Kaliwerkes)
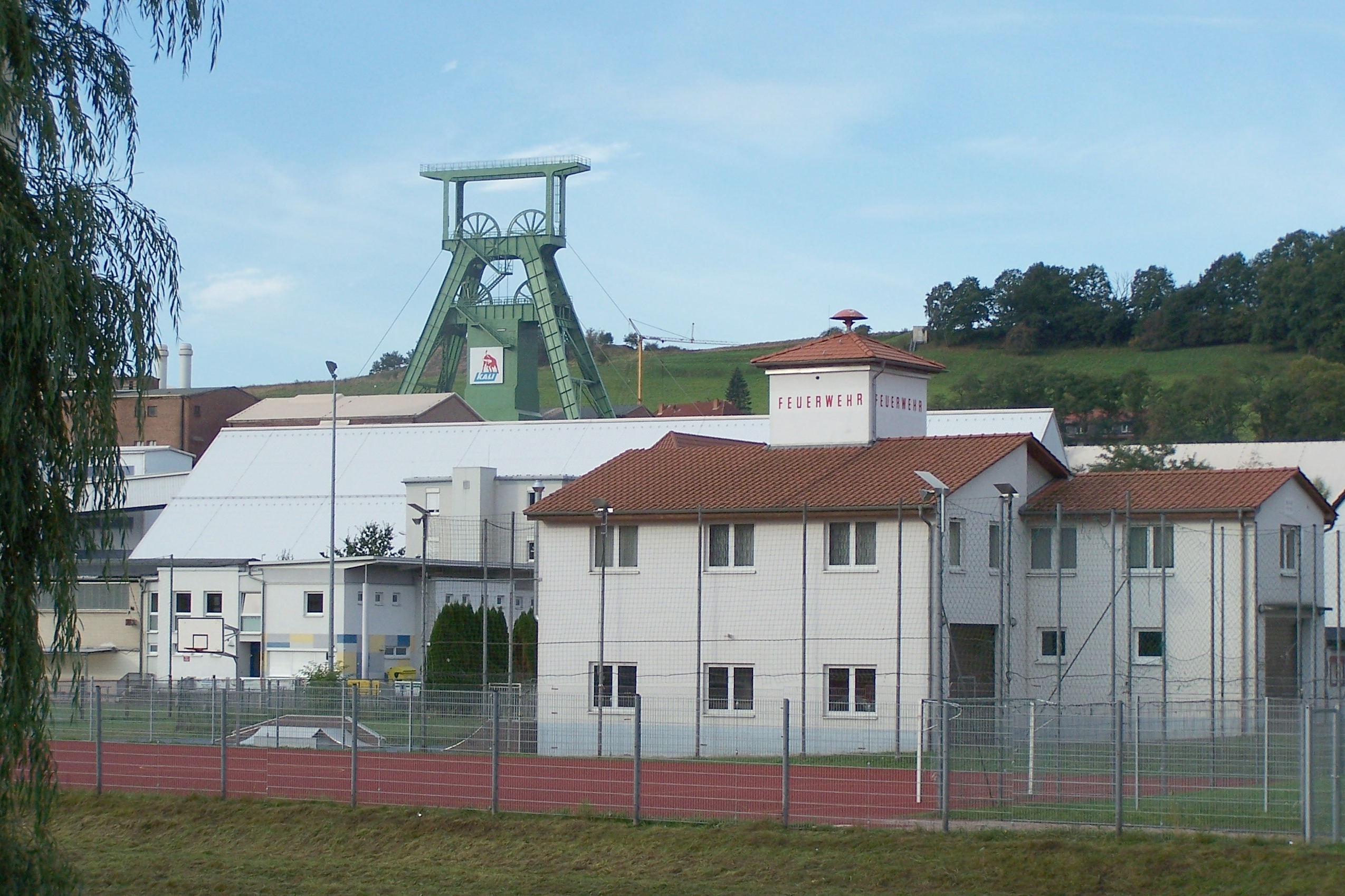
Teilansicht mit Feuerwehr und Förderturm
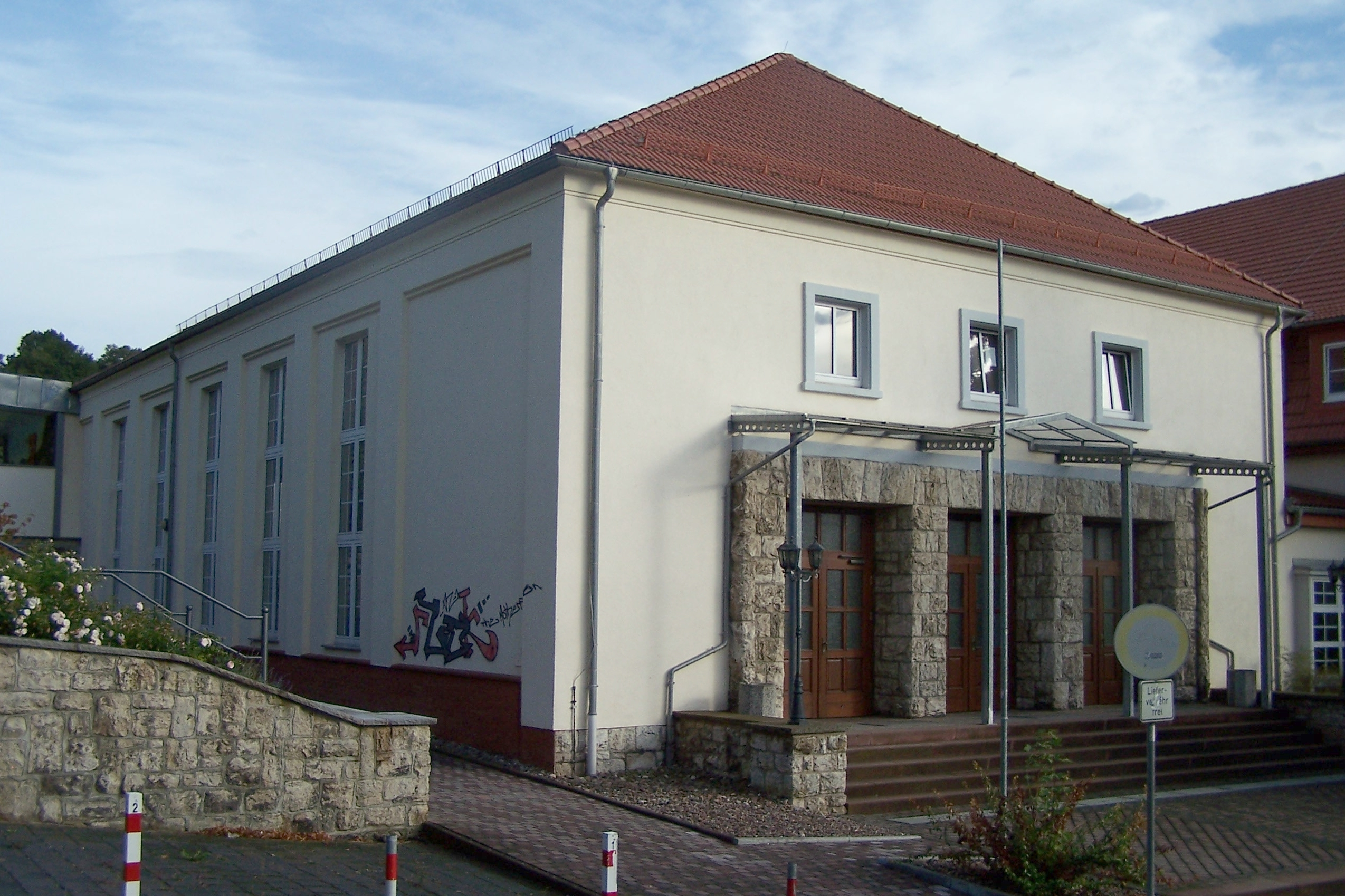
Saal des Kulturhauses

### Radwanderwege
Durch das Gemeindegebiet verlaufen folgende Radwanderwege:
- Der Bahnradweg Hessen führt von Hanau auf ehemaligen Bahntrassen ca. 250 km durch den Vogelsberg und die Rhön und endet in Bad Hersfeld.
- Der Ulstertal-Radweg als Teil des Rhönradwegs. Dieser hat eine Länge von insgesamt 180 km und führt von Bad Salzungen nach Hammelburg, durch alle drei Bundesländer der Rhön: Bayern, Hessen und Thüringen.

### Bildung
Im Ortsteil Räsa befindet sich die Staatliche Regelschule am Ulsterberg, die zugehörige Grundschule ist in Sünna zu finden.
In Unterbreizbach, Sünna und Pferdsdorf befinden sich kommunale Kindertagesstätten.

### Vereine
Wichtigster Sportverein ist der SV Kali Unterbreizbach, dessen Hauptaktivitäten beim Fußball liegen. Die Herrenmannschaft spielt in der Kreisoberliga Westthüringen des Thüringer Fußballverbandes, die Frauenmannschaft in der Kreisliga.
1967 wurde der Karnevalclub Unterbreizbach 67 e. V. gegründet, welcher die närrischen Traditionen und die Jugendarbeit im Ort fördert.

## Politik

### Gemeinderat
Der Gemeinderat von Unterbreizbach setzt sich aus 16 Ratsmitgliedern zusammen:
- CDU: 6 Sitze
- SPD: 10 Sitze

(Stand: Kommunalwahl am 26. Mai 2024)

### Bürgermeister
- 1990–2006: Meinhard Pforr
- seit 2006:   Roland Ernst

Der hauptamtliche Bürgermeister Roland Ernst (parteilos) wurde zuletzt am 26. Mai 2024 für weitere sechs Jahre wiedergerwählt.

### Wappen

#### Unterbreizbach
Beschreibung: „Schräggeviert von Gold und Rot. Feld 1: eine rote Lutherrose mit goldenem Butzen, Feld 2: ein silberner linksgewandter Pferdekopf, Feld 3: eine silberne Butte mit drei goldenen Fassreifen und zwei silbernen Trageriemen, Feld 4: ein schwarzes Schlägel und Eisen.“

#### Ortsteilwappen Unterbreizbach
Das Wappen wurde vom Heraldiker Uwe Reipert gestaltet.
Blasonierung: „Gespalten von Rot und Gold, vorn eine silberne Butte mit drei goldenen Fassreifen und zwei goldenen Trageriemen, hinten drei schwarze, ins Schächerkreuz gesetzte Jagdhörner.“

#### Ortsteilwappen Sünna
Das Wappen wurde vom Heraldiker Uwe Reipert gestaltet und wurde am 25. Mai 1993 genehmigt.
Blasonierung: „Von Silber und Grün schrägrechts gespalten; oben eine rote fünfblättrige Rose, in deren Mitte ein goldenes, mit einem schwarzen Hochkreuz belegtes Herz; unten eine halbierte silberne Radachse.“
Sünna liegt an einer der bedeutendsten alten Handelsstraßen, an der einstigen Hauptachse Mainz bzw. Frankfurt – Erfurt bzw. Leipzig. Diese entwicklungsgeschichtlich prägende Besonderheit findet im Wappen durch die Darstellung einer halben Radachse ihren Ausdruck. Die im Wappen erscheinende Rose versinnbildlicht mit ihren fünf Blütenblättern die Verbundenheit der fünf Ortsteile der Gemeinde. Sie ist eine Form der Lutherrose. Darüber hinaus weist sie auf die konfessionelle evangelische Bindung des Ortes hin. Bereits 1525 wurde der erste evangelische Pfarrer in das Sünnaer Kirchenamt eingeführt.

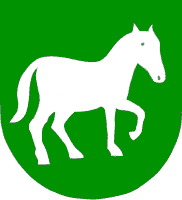
Ortswappen Pferdsdorf
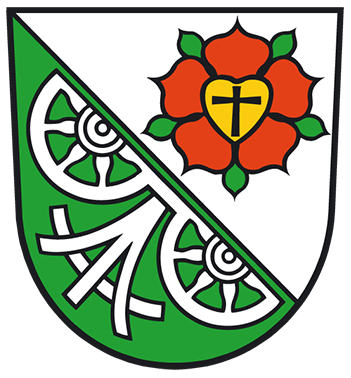
Ortswappen Sünna
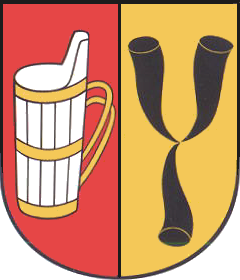
Ortswappen Unterbreizbach

### Partnerschaft
Eine Partnerschaft besteht mit Haltern am See in Nordrhein-Westfalen.

## Söhne und Töchter der Gemeinde
- Reiner Stemme (* 1939), Physiker, Unternehmer und Flugzeugbauer.